# ChemChina
China National Chemical Corporation (chiamata comunemente ChemChina) è una impresa pubblica cinese che opera nel settore dell'industria chimica.
Nel 2018 ChemChina è classificata da Fortune Global 500 come la 167ª multinazionale nel mondo.

## Storia

### Bluestar Company
ChemChina ha iniziato come piccola fabbrica di solventi denominata Bluestar Company (cinese: 蓝星公司), fondata da Ren Jianxin nel 1984 con un prestito di 10.000 yuan. Jianxin ha creato l'impero di ChemChina assumendo il controllo di oltre 100 fabbriche chimiche di proprietà statali in Cina, mantenendo la proprietà con il governo. Nel frattempo, ha evitato di licenziare i lavoratori in eccesso spostandoli alla catena del ristorante Malan Noodle. Ha portato consulenti professionali per migliorare la gestione aziendale, ed è diventata una delle imprese statali più dinamiche della Cina.

### Azienda statale
Nel maggio 2004, dopo che il Consiglio di Stato della Repubblica popolare cinese ha approvato una fusione di società precedentemente sotto il ministero dell'industria chimica come China National Chemical Corporation (ChemChina), Ren Jianxin diventa amministratore delegato. Nel dicembre 2014 è nominato anche presidente.
Nell'ambito delle attività di agrochimica, ChemChina possiede un gran numero di società tra cui Sanonda Holdings, Cangzhou Dahua, Shandong Dacheng, Jiangsu Anpon, Anhui Petrochemicals e Huaihe Chemicals. Nel 2011 rileva anche per 2,4 miliardi di dollari una partecipazione del 60% della società israeliana Makhteshim Agan (rinominata ADAMA Agricultural Solutions), sesto produttore mondiale di pesticidi.
Le divisioni di materiali chimici fanno acquisizioni all'estero con due offerte nel 2006. La prima per acquisire la francese Adisseo Group, leader nel mercato degli additivi nutrizionali per animali e specializzata nella produzione di metionina, vitamine e enzimi biologici. Al momento dell'acquisto, Adisseo aveva una quota mondiale di mercato del 30% con la metionina. La seconda offerta per acquisire l'australiana Qenos, specializzata nella lavorazione di polietilene e polimeri. Nel 2011 acquisisce poi la norvegese Elkem, forte nel silicone e nelle leghe speciali.
La divisione di trasformazione petrochimica che opera nel settore delle raffinerie, tra cui quelle di piccole dimensioni conosciute come teapot plants, arriva ad una capacità di produzione di circa 500.000 barili al giorno. Dopo la liberalizzazione dell'importazione di prodotti grezzi e di combustibili in Cina, la società ha aperto un ufficio commerciale a Singapore nell'ottobre 2013.
The Economist ha descritto la società come "la più dinamica e globalizzatrice tra le imprese statali cinesi".

### Gli anni del 2000
Nel 2005 la GE si è lanciata in un'iniziativa chiamata Ecomagination nel tentativo di diventare un'azienda il più possibile eco-compatibile; lanciandosi nel campo delle energie alternative, della trazione ibrida e nella riduzione delle emissioni dei gas serra.
La General Electric, che ha avuto la sua sede principale a Fairfield (Connecticut) prima del trasferimento a Boston, è la più grande società diversificata al mondo, esempio per eccellenza di diversificazione del rischio del portafoglio business, leader nei settori della tecnologia, della finanza, del manifatturiero e dei media. GE è l'unico titolo, quotato al NYSE, che appartiene all'indice DJIA dalla creazione dello stesso, avvenuta nel 1896. Ma il 26 giugno 2018 GE ha lasciato dopo più di cent'anni l'indice DJIA, al suo posto la catena Walgrens Boots Alliance.

### Dal 2010
Nel 2016, il ramo di azienda specializzato nella produzione di elettrodomestici viene ceduto alla cinese Haier, con sede nello Shandong.
Nell'ottobre dello stesso anno, GE entra in trattative per un accordo del valore di circa 30 miliardi di dollari per fondere GE Oil & Gas con Baker Hughes e creare una nuova società quotata in Borsa e controllata da GE. Nello stesso tempo GE Oil & Gas avrebbe ceduto la sua attività di trattamento delle acque. La transazione è stata completata il 3 luglio 2017: da quel giorno Baker Hughes diventa una società di GE.
Nel maggio 2017 GE firma accordi commerciali (valore di 15 miliardi di dollari) con l'Arabia Saudita, uno dei maggiori clienti. Nel giugno 2017, con il gruppo che capitalizza in Borsa circa 116 miliardi di dollari (nel 2001 con 455 miliardi era la prima società al mondo per capitalizzazione), GE annuncia che Jeff Immelt sarebbe andato in pensione e lasciato la carica di CEO, a sostituirlo è nominato John L. Flannery. Viene decisa una rifocalizzazione dei business del gruppo, puntando su aviazione, energia e rinnovabili, scorporando le attività sanitarie e lasciando la presa su trasporti, illuminazione e oil&gas.
Dopo solo sedici mesi in cui il titolo GE a Wall Street ha perso oltre il 50%, un record, Flannery viene licenziato e al suo posto subentra un "outsider", cioè il primo ad essere scelto al di fuori del gruppo, Lawrence "Larry" Culp, ex numero uno del gruppo manifatturiero Danaher. Deve proseguire nel razionalizzare le attività del gruppo in grande affanno: la divisione GE Power (turbine) ha perso negli Stati Uniti quote di mercato precipitando dal 50% all'11%, mentre l'acquisizione nel 2015 della francese Alstom si è dimostrata disastrosa. Nel giugno 2018 cede la sua attività di Industrial Solutions a ABB, e al contempo viene messa in vendita anche la Baker Hughes, società nei servizi petroliferi.
Nell'agosto 2019, un report accusa GE di aver occultato, nel corso di anni, perdite per oltre 38 miliardi$ (circa il 40% della capitalizzazione di Borsa). Tali perdite sarebbero da ricordursi al business riassicurativo USA e al corretto consolidamento della partecipazione in Baker Hughes. (la cui partecipazione era diminuita nel corso del tempo dal 62,5% al 50,4%). L'amministratore delegato Larry Culp, ha dichiarato di voler cedere interamente la partecipazione in Baker Hughes nel corso del prossimo biennio. A settembre 2019 la partecipazione in Baker Hughes scende al 38,4% perdendo lo status di GE Company.

### Acquisizioni in Europa
Nel marzo del 2015 acquisisce per 7,1 miliardi la quota di maggioranza della società italiana di pneumatici Pirelli, quinto produttore di pneumatici al mondo. All'inizio possiede il 65% della Marco Polo Industrial Holding S.p.A. e successivamente della Marco Polo International Holding Italy S.p.A., la società che raggruppa altri azionisti unici della Pirelli & C. S.p.A., in seguito agli accordi raggiunti nel marzo 2015. Dal 4 ottobre 2017, data in cui la Pirelli è nuovamente quotata alla Borsa di Milano, ChemChina è il principale azionista di Pirelli con il 45,52%. Nell'estate 2018 la holding Marco Polo è sciolta in base alle intese con il risultato che ChemChina ha in presa diretta il controllo di Pirelli.
Sempre nel 2015 ChemChina rileva anche la maggioranza della società tedesca costruttrice di macchinari Krauss-Maffei valutata un miliardo di euro.
Nel 2016 acquisisce per 43 miliardi di euro il colosso svizzero della chimica Syngenta.
Si tratta delle maggiori acquisizioni mai attuate in quei paesi da parte di una società cinese.

### Fusione con Sinochem
Nel giugno 2018 le autorità pubbliche cinesi hanno annunciato la fusione tra ChemChina e Sinochem, creando un nuovo gigante chimico globale con un fatturato di 120 miliardi di dollari. Ren Jianxin lascia la guida della società per raggiunti limiti di età, al suo posto il presidente di Sinochem, Ning Gaoning.